# Sukawargi
Sukawargi is een bestuurslaag in het regentschap Garut van de provincie West-Java, Indonesië. Sukawargi telt 9678 inwoners (volkstelling 2010).